# 豊寧満族自治県
豊寧満族自治県（ほうねい-まんぞく-じちけん、満洲語: ᡶᡝᠩ
ᠨᡳᠩ
ᠮᠠᠨᠵᡠ
ᡠᡴ᠋ᠰᡠᡵᠠ
ᠪᡝᠶᡝ
ᡩᠠᠰᠠᠩᡤᠠ
ᠰᡳᠶᠠᠨ、転写：feng ning manju uksura beye dasangga siyan）は中華人民共和国河北省承徳市に位置する自治県。

## 歴史
1736年（乾隆元年）、清朝により設置された四旗理事通判庁を前身とする。四旗庁は直隷省覇昌道の管轄とされ、庁治は土城子に設置された。1778年（乾隆43年）4月、四旗庁は豊寧県と改称された。1950年、中華人民共和国政府は熱河省の下に豊寧県を設置、1956年1月に熱河省廃止に伴い河北省に移管され、1987年4月24日に豊寧満族自治県と改編された。

## 行政区画
- 街道:新豊路街道
- 鎮:大閣鎮、大灘鎮、魚児山鎮、土城鎮、黄旗鎮、鳳山鎮、波羅諾鎮、黒山咀鎮、天橋鎮、胡麻営鎮、将軍営鎮
- 郷:万勝永郷、四岔口郷、蘇家店郷、外溝門郷、草原郷、窟窿山郷、小壩子郷、五道営郷、選将営郷、西官営郷、王営郷、北頭営郷、石人溝郷、湯河郷、楊木柵子郷